# Палавічінія Лієля
Палавічінія Лієля (Pallavicinia lyellii) — вид печіночників родини пелієвих (Pelliaceae).

## Поширення
Батьківщиною є Європа, Африка, Азія, Австралія, Північна Америка, Південна Америка.